# Repeaterbeater
Repeaterbeater е сингъл на групата Mew, издаден през 2009 година. Това е вторият сингъл от албума No More Stories..... По песента е заснет видеоклип, под ръководството на Мартин де Тюра, Адам Хашеми и Лассе Мартинуссен.
Видеото показва членовете на групата Mew в кабинета на хипнотизатор. Той ги въвежда в състояние на хипноза и те започват да свирят на въображаеми инструменти.